# Антиумјетност

Антиумјетност (енгл. anti-art), лабав термин који се примјењује на дјела или ставове који разоткривају традиционалне концепте умјетности. У почетку се односи и примјењује на „редимејд” Марсела Дишана и на многе производе међународног дадаистичког покрета. Каснији примјери могу укључити Мироову жељу да „уништи сликарство” или приједлог Густава Мецгера да умјетници ступе у штрајк у знак протеста против политичке злоупотребе њиховог рада. Истински кохерентан анти-умјетнички став је практично немогуће одржати. Не само да артефакти имају тенденцију да временом стекну естетску „љепоту”, као код колажа Арпа или мерц-слика Курта Швитерса, већ и сам изазов потпуног одбацивања умјетничке вриједности захтијева строгост која на концу ствара квалитет који се наводно пориче.